# 裕民县
裕民县（維吾爾語：چاغانتوقاي ناھىيىسى‎，拉丁维文：Chaghantoqay Nahiyisi，羅馬化：Şağantoğaı awdany）是中国新疆维吾尔自治区塔城地区下辖的一个县。

## 歷史
早在公元前六、七世纪，古老的呼揭部落及塞种人就在巴尔鲁克山一带洲牧。汉朝裕民辖境属西域都護府，為乌孙东境。南北朝属突厥，唐代为北庭都護府下葛逻祿部游牧地。五代、辽宋时期从服于辽王朝设立的西突厥王府。后归西辽管辖。成吉思汗派兵击灭西辽，地入蒙古汗国，裕民辖境为成吉思汗三儿子窝阔台的封地。1252年，蒙哥汗在西域设别什八里行尚书省管辖。元世祖忽必烈给诸王分封疆土，属蒙哥汗第四子宗王昔里吉的封地。至元十四年（1277年）昔里吉叛元，忽必烈遣三子秦王忙哥剌发兵灭昔里吉后属察合台汗国。明初（1354年），察合台汗国分裂为东、西两国，属东察合台汗国。
清乾隆二十五年（1760年）哈萨克部落首领阿不颊巴木比特遣使进京，要求其部族在巴尔鲁克山一带放牧，得到了清廷的应允。从此，本境便成了哈萨克族的洲牧地，光绪十四年本境始行政建制，“乌克尔代”，隶属塔城直隶厅管辖，哈萨克族与五个赞格曼列提部落和一个赞格吐尔图乌勒部落，均从事牧业。为蒙古、哈萨克诸部游牧散帐之所，光绪十四年（1888年）属塔城直隶厅。
- 民国二年（1913年），属塔城县。
- 民国二十二年（1933年），塔城督统在察汗托海中游古尔班宗设塔城县财税警察分局。
- 民国二十九年（1940年），在古尔班宗设立设治局，名曰古尔班宗设治局，后改为察汗托海设治局，仍属塔城管辖。
- 民国三十一年（1942年），察汗托海设治局改为裕民设治局。
- 民国三十三年（1944年），裕民设治局升格为五等县裕民县，县治察汗托海。
- 1959年，县治由察汗托海迁址哈拉布拉河西岸现址[2]:49。

## 人口
2020年末，根據全國第七次人口普查統計數據顯示：全县常住人口为50818人。

## 地理
裕民县位于新疆维吾尔自治区西北部塔额盆地南缘、准噶尔盆地西缘。东临托里县，东北连额敏县，北与塔城市为邻，总面积6106平方公里。最高山巴尔鲁克山海拔3252米。额敏河冲积平原海拔400～500米之间，地勢平坦，水草丰茂，芦苇丛生，土壤肥沃。河滩分布有次生林红柳、白柳、铃铛刺，成为主要的打草场和冬牧场。平原南侧接扇缘下部一带已耕垦为农田。
裕民县属典型温带大陆性气候，昼夜温差大，日照时间长，年平均气温6.7℃，年平均降水量280毫米，积雪深度34.4厘米，平均日照时间3122.6小时，无霜期156天。

## 行政区划
裕民县下辖2个镇、4个乡：
哈拉布拉镇、吉也克镇、哈拉布拉乡、新地乡、阿勒腾也木勒乡、江格斯乡和察汗托海牧场。

## 旅游
- 库鲁斯台草原：位于县城北部25公里处，东西长约52公里，南北宽约13公里，是中国第二大内陆平原草原。
- 霍日姆德湖：距县城东南52公里处，在一片起伏的丘陵地带有一个形似马头的湖（俗称马头湖），面积约10000多平方米。
- 吐尔加辽丘陵草原：位于巴尔鲁克山北麓丘陵地带，与塔斯提河谷相邻，面积达100万亩。
- 阿克乔湖草原：距县城西南35公里，位于巴尔鲁克山北麓，总面积280万亩。
- 塔斯提河谷：距县城以西45公里，自然景观主要有一山、一湖、两树、三泉。
- 察汗托海河谷：距裕民县城30公里，有一条大致呈东西流向的察汗托海河。
- 野生巴旦杏林：位于县城西南65公里的巴尔鲁克山中，海拔800～1200米，面积达10万余亩。
- 库沙河生态旅游区：距县城以南二十公里处，总面积近2万亩，其中建有人工生态林8200亩，人工草场3400亩，改良草场7200亩。

## 特产
- 红花：红花是一种油花兼用的菊科植物。该县的红花丝色泽鲜亮，是重要的中草药材，性温、味辛、能活血通经，祛瘀止痛；红花籽含油率高，亚油酸含量达80%以上，油品质好。现已开发的红花系列产品有：红花油、红花茶、红花胶囊、红花黄色素等。
- 打瓜：打瓜是该县主要的经济作物之一。打瓜是西瓜中的一种类型，为一年生草本植物，喜光喜温，较耐瘠薄，是适应性较强的经济作物。
- 油葵：油葵即向日葵、葵花。油葵属菊科，具有适应性广、抗逆性强、耐盐碱、耐贫瘠等特点。新疆油葵在日平均气温9～13℃播种为宜。该县通常4月中旬至5月上旬播种。10cm土壤平均相对湿度在50～70%，有利其发芽出苗。新疆油葵的不饱和脂脂酸含量高达90%，亚油酸含量达69～75%，高于其他省区，油葵籽实含油率高达42.9%，比其他省区高出5～10%。
- 山花蜜：山花蜜富含糖、酸类化合物、酶类化合物、维生素、矿物质、蛋白质及芳香类化合物等人体所需的多种营养成份。
- 酸梅：酸梅是蔷薇科落叶小乔木，二十世纪五十年代初由前苏联传入该县，在栽培上，耐寒、耐旱、耐瘠，对环境要求不严，易管理，具有极强的适应性。
- 巴什拜羔羊肉：巴什拜羊是巴什拜·乔拉克用野生盘羊和裕民土种羊杂交培育的名优品种，故冠名为巴什拜羊。
- 裕民树蘑菇：裕民树蘑菇生长在裕民县特有的自然古杨树、柳树丛生的山区中，主要分布于境内的五大河谷中，在春初秋末均可采集，并有一定的产量。
- 大桥鲤鱼：野生大桥鲤鱼蛋白质含量高，脂肪含量低，肉质细嫩，味道鲜美。